# Sjöbo IF
Sjöbo IF är en svensk fotbollsklubb, baserad i Sjöbo. Klubben bedriver fotbollsverksamhet för damer, herrar och ungdomar. Damlaget spelar 2012 i division 2 Södra Götaland, medan herrlaget spelar i division 4 Sydöstra.